# Personnages d'Akira

Cet article présente les personnages du manga Akira créé en 1982 par Katsuhiro Ōtomo.

## Personnages principaux
- Shôtarô Kaneda -- Ami de Tetsuo et chef de leur bande de motards, ce petit délinquant d'apparence drogué, macho, égoïste, glouton et parfois lâche est entraîné dans la lutte contre le programme militaire quand il croise le chemin de Kei. Dans son combat contre Tetsuo, il n'est motivé que par la colère et la soif de vengeance, après l'extermination de sa bande par le mutant[1]. Mais, forgé par les épreuves successives, le mûrissement de son amour pour Kei et diverses expériences lors du contact avec les manifestations des pouvoirs des mutants (y compris un saut dans le temps[2]), il commence à réfléchir davantage sur lui-même et le monde - et à prendre ses responsabilités. Finalement, il fonde « Le Grand Empire de Tokyo », où les jeunes vont reconstruire, seuls, sur les ruines de Tokyo, un monde à leur façon[3].
- Tetsuo Shima (Numéro 41) -- Enfant abandonné, ce petit dur de quinze ans[4] rivalise avec son ami Kaneda pour être le chef de leur bande de motards. Il tombe par hasard aux mains des militaires, qui libèrent chez lui un énorme pouvoir psychique. Échappant à tout contrôle, il délivre Akira, mais entre dans un cycle de mutations monstrueuses à mesure que son pouvoir grandit. Sa puissance sans cesse croissante pourrait faire sauter la planète. Tantôt enragé de douleur et de haine, tantôt suppliant et sanglotant, il ne trouve un peu de paix qu'auprès de Kaori. Son « Empire » détruit, traqué par tous, il finit dans la peau d'un monstrueux bébé, dont l'énergie en folie est absorbée par celle d'Akira dans un ultime cataclysme.
- Kei (ou Kay) -- Cette adolescente idéaliste et sans peur, milite dans un groupe démocratique clandestin qui cherche à dévoiler les expérimentations secrètes de l'armée. Elle prétend d'abord être la sœur de Ryû, l'homme qui dirige le groupe, et repousse vigoureusement les grossières avances de Kaneda. Après la destruction de Néo-Tokyo, elle rejoint Lady Miyako et le trio des enfants mutants, qui découvrent en elle le médium idéal pour focaliser leurs énergies et affronter Tetsuo en duel psychique. Elle accepte de se sacrifier pour cette mission désespérée. Elle en réchappe, et accepte son amour pour Kaneda, avec qui elle forme finalement le « couple refondateur »[5].

- Le colonel Shikishima -- Lui seul connaît le secret d'Akira. Il dirige les expériences dont fut victime Tetsuo. Il est le chef des forces armées. Il est terrifié par Akira dont il a pu constater la puissance illimitée. Après le réveil d'Akira, il fera tout pour éliminer Tetsuo — notamment avec le satellite SOL — qu'il tient pour responsable. Il s'alliera par la suite dans sa lutte avec Miyako et Kaneda.
- Akira (Numéro 28) -- Le plus puissant des mutants psychiques découverts par les militaires. Ce garçonnet a déjà fait sauter Tokyo en 1988. L'armée le garde prudemment congelé dans une base secrète. Délivré par Tetsuo, il devient l'enjeu de luttes entre diverses factions qui se le disputent pour l'utiliser. Apathique et silencieux, il n'est que le réceptacle innocent d'une force gigantesque, qui ne tarde pas à détruire Néo-Tokyo. Érigé en mascotte du « Grand Empire », que Tetsuo édifie sur les ruines, il ne prend aucune part consciente à l'action[6]. Finalement, son pouvoir s'unit à celui de Tetsuo et l'absorbe. Cette fusion le délivre, et les petits mutants avec lui.
- Masaru (Numéro 27) -- Privé de l'usage de ses jambes par le pouvoir, il se déplace dans un fauteuil lévitant[7]. Si l'on en croit ce que Tetsuo dit de lui lors de son intrusion dans le jardin d'enfants, il est celui des trois capable de créer des objets.
- Takashi (Numéro 26) -- Il causa l'accident dans lequel Tetsuo fut blessé grièvement. À la suite de son assassinat par Nezu, Akira déclencha une nouvelle vague de destruction de Neo-Tokyo. Il est généralement celui qui agit parmi les trois mutants, n'ayant pas subit de contrecoup physique handicapant après l'émergence du pouvoir.
- Kiyoko (Numéro 25) -- Ses dons de prémonitions en font la conseillère du groupe. Visiblement paralysée des membres inférieurs et celle ayant la plus mauvaise santé des 3 mutants [7], elle reste en permanence dans un lit bardé de capteurs.
- Lady Miyako (Numéro 19) -- Rescapée elle aussi du programme d'expérimentation militaire (« revenue d'entre les morts » selon ses propres dires), cette vieille aveugle à l'aspect de prêtresse bouddhiste, surveille l'armée en secret en utilisant le politicien Nezu. Malgré les promesses faites à ses adeptes, elle sait qu'elle ne peut rien empêcher des évènements qui conduisent à la destruction de Néo-Tokyo et choisit donc d'aider le changement qu'elle a très tôt anticipé et longuement préparé de son côté. Elle s'attache alors à sauver et soigner la foule des survivants réfugiés dans son temple, sacrifiant jusqu'au dernier les moines qui la protègent et manipule Tetsuo pour qu'il accepte ses souffrances et se rende dans la place qui lui est réservée[8]. Tout l'amour et la sagesse qu'elle appelle ne servent à rien pour Tetsuo, car c'est à une véritable épreuve de force qu'elle se prépare. Elle accomplit la tâche de détruire Tetsuo, quitte à y sacrifier Kay comme elle a, plus tôt, sacrifié un trio d'adolescentes dans une vaine tentative pour récupérer Akira. Finalement, elle aussi est écartée du monde à venir, supprimée dans la phase ultime du cataclysme alors qu'elle aura vainement tenté de résister.
- Chiyoko -- l'armurière du groupe de Ryu et Kei et la meilleure amie de cette dernière. C'est une femme très forte devant les événements[9]. Elle sera peu importante au début puis son rôle s'étoffera après le réveil d'Akira.

## Personnages secondaires
- Yamagata -- Camarade de classe de Kaneda, et membre de sa bande, il perd la vie en affrontant Tetsuo peu après que ce dernier soit devenu leader de la bande des clowns.
- Kaori -- Cette jeune fille orpheline maigrichonne et effrayée perdue dans les ruines de Néo-Tokyo, est offerte en pâture au délire orgiaque de Tetsuo. Mais elle transcende le personnage mièvre de la Lolita de manga[Interprétation personnelle ?] en assumant le double rôle de grande sœur et compagne de jeux pour Akira d'un côté, et d'amante[10] seule capable d'apaiser les souffrances de Tetsuo[11]. Elle est tuée par le principal lieutenant de Tetsuo, lors d'une ultime tentative de putsch, en essayant de protéger le mutant.
- Kaï (ou Keisuké) -- Camarade de Kaneda lorsque celui-ci dirigeait la bande de motards, il a survécu à la destruction de Néo-Tokyo. Il rejoint Kei et Kaneda pour affronter Tetsuo dont il désire la mort après voir vu la mort de Yamagata.
- Nezu -- Aussi laid d'âme que de corps, ce politicien mu par la seule soif de pouvoir est un instrument de Lady Miyako. Mais il échappe à son contrôle. Après la délivrance d'Akira, il essaie de le kidnapper à son profit et de fomenter un coup d'État. Vaincu, blessé à mort et fou de rage, il tire sur le garçonnet mais sa balle atteint Takashi, provoquant une violente réaction d'Akira qui détruit Néo-Tokyo.
- Joker (ou Bouffon) -- Leader de la bande des Clowns et ennemi de Kaneda au début de l'histoire[12], Joker devient le sous-fifre de Tetsuo lorsque ce dernier découvre ses pouvoirs, qu'il canalise alors avec des drogues que sa bande est chargée de retrouver. Il se lie d'amitié avec Kaï lors de la reconstruction de Néo-Tokyo, puis s'unit ensuite à la cause de Kaneda et Kei en participant au dernier assaut contre Tetsuo. Brute épaisse et meurtrière, lui aussi trouve le chemin de la rédemption à travers la vendetta qu'il mène contre Tetsuo[12], pour venger ses propres motards massacrés. Il a un goût prononcé pour le bricolage, allant jusqu'à réparer les vieilles plateformes volantes de l'armée après le cataclysme. Il apparaît toujours avec un motif maquillé sur le visage.

- Le barman du Harukiya  -- Il est propriétaire d'un bar mal famé qui sert de repaire à Kaneda et sa bande dans la première moitié de l'histoire. C'est dans ce bar que Kei et Kaneda se rencontrent pour la première fois, cette rencontre étant un moment charnière de l'histoire puisqu'elle entraîne Kaneda bien malgré lui dans un long périple, faisant de lui un des personnages phares de l'intrigue. Si, dans le dessin animé il fait partie des victimes de Tetsuo, dans la bande dessinée, le personnage disparait assez tôt de l'intrigue à mi-chemin, après qu'il a caché Kei et Kaneda, poursuivis par les troupes du Colonel.
- Sakaki : jeune fille recueillie par Lady Miyako, qui lui a permis de développer des pouvoirs. Elle sera chargée par la prêtresse de retrouver Akira. Elle agira en trio avec deux autres protégées de Miyako, elles aussi pourvues de pouvoirs, Mozu et Miki.

## Sources
- Cet article est partiellement ou en totalité issu de l'article intitulé « Akira (manga) » (voir la liste des auteurs).